# Titagarh
Titagarh là một thành phố và khu đô thị của quận North Twentyfour Parganas thuộc bang Tây Bengal, Ấn Độ.

## Địa lý
Titagarh có vị trí 22°44′B 88°22′Đ / 22,74°B 88,37°Đ Nó có độ cao trung bình là 15 mét (49 feet).

## Nhân khẩu
Theo điều tra dân số năm 2001 của Ấn Độ, Titagarh có dân số 124.198 người. Phái nam chiếm 57% tổng số dân và phái nữ chiếm 43%. Titagarh có tỷ lệ 67% biết đọc biết viết, cao hơn tỷ lệ trung bình toàn quốc là 59,5%: tỷ lệ cho phái nam là 74%, và tỷ lệ cho phái nữ là 57%. Tại Titagarh, 10% dân số nhỏ hơn 6 tuổi.